# Johann Nestor
Johann Nestor (* 18. Mai 1596 in Hof; † 22. Oktober 1662 in Dresden) war ein deutscher Mediziner und kursächsischer Leibarzt.

## Ausbildung
Johann Nestor wurde am 18. Mai 1596 im oberfränkischen Hof als Sohn von Erhard Nester, einem dem Schriftwesen verbundenen Bürger, und Helena Bayer geboren, die beide ebenfalls aus Hof stammten und dort verstarben. Unterstützt durch seinen Verwandten, Dr. med. Caspar Nester, begann Johann im Alter von 14 Jahren seine Ausbildung an der Landschule in Heilsbrunn, die er fünf Jahre lang besuchte. Sein Studium setzte er Ostern 1616 in Leipzig fort, gefördert von der Kaufmannsfamilie Pohlmann.
Überraschenderweise wurde er schon als junger Student im Februar 1618 von Dr. Simon Reinhardt zum Poeten gekrönt. 1618 kehrte er kurzzeitig nach Hof zurück, wo der Leibarzt seines Landesherrn ihn für ein weiterführendes Studium in Italien prüfte. Doch seine Eltern waren gegen einen Auslandsaufenthalt, und auch sein Plan, in Basel zu promovieren, wurde nicht realisiert. Erst auf die Aufforderung des späteren fürstlich-altenburgischen Leibarztes Lorenz Moenius, der damals noch in Reichenbach im Vogtland praktizierte, gelang es ihm, seine akademische Laufbahn fortzusetzen. Mit finanzieller Unterstützung von Michael Reuden, dem Arzt vor Ort, reiste Nestor Pfingsten 1619 nach Jena, wo er als nicht-vereidigter, kaiserlich gekrönter Poet eingeschrieben wurde.
Am 23. Oktober 1619 führte Johann Nestor in Jena eine Disputation über die Epilepsie unter der Leitung von Johann Friedrich Schröter durch. Am 1. November, im Alter von nur 24 Jahren, wurde er durch Schröter zum Doktor der Medizin promoviert. Am selben Tag heiratete er Schröters Nichte.

## Karriere

### Stadtarzt
Nach seiner Promotion im Jahr 1619 begann Johann Nestor im Frühjahr 1620 als Arzt in Karlsbad zu praktizieren. Im Oktober desselben Jahres erhielt er eine Bestallung als Stadtarzt von Kulmbach. Zusätzlich wurde er von der katholischen Stadt Kronach als Stadtarzt „von Hause aus“ engagiert. Als Sebastian Roth, der bisherige Stadtarzt von Schneeberg und Enkel des albertinischen Leibarztes Sebastian Roth, im Herbst 1624 seine Tätigkeit aufgab und nach Leipzig umzog, übernahm Nestor dessen Position in Schneeberg, wo er unter anderem die adlige Familie Schönburg behandelte.
Im Jahr 1627, nach drei Jahren in Schneeberg, wurde Nestor zum Provinzialphysikus der Städte und Ämter Rochlitz, Colditz, Leisnig, Geithain, Hartha und Geringswalde ernannt. Seine Tochter Maria Aemilia Nester wurde am 30. August 1627 in Rochlitz beerdigt.
Der Rat von Schneeberg beauftragte Nestor ein Werk über die Pest zu publizieren. Dabei musste er im Gegensatz zu den üblichen Gepflogenheiten nicht selbst für die Finanzierung des Drucks aufkommen. Nestor erhielt sogar eine Art Lehensrecht über Seelitz, das ihm finanzielle und materielle Erträge einbrachte. Diese Bezüge wurden 1626 von Kurfürst Johann Georg I. als Teil der Vergütung für den Landphysikus zu Rochlitz bestimmt. Zu diesen Erträgen gehörten Erbzinsen in Höhe von 7 Gulden und 15 Groschen sowie Sachbezüge bestehend aus 35 Scheffel und 3 ½ Viertel Korn und 18 Scheffel, 2 Viertel und 1 Metze Hafer. Seelitz, das heute zur Verwaltungsgemeinschaft Rochlitz gehört, stellte somit eine bedeutende finanzielle Stütze für Nestor dar.
Im Jahr 1638 übernahm Johann Nestor zusätzlich zu seinen ärztlichen Verpflichtungen das Physikat der Fürstenschule in Grimma. Zudem trat er zum ersten Mal das Amt des Bürgermeisters in Rochlitz an, eine Position, zu der er später noch zweimal gewählt wurde. Als seine Schwägerin Barbara Elisabeth Schröter, Ehefrau des Fundgrübners Ulrich Röhling in Schneeberg, am 3. Dezember 1645 verstarb, verfasste Nestor zu ihren Ehren ein dreiseitiges lateinisches Trauergedicht. Dieses Gedicht unterstrich seine Rollen als kaiserlicher Poet sowie als Arzt der Fürstenschule in Grimma und der Stadt und des Amtes Rochlitz.

### Leibarzt von Johann Georg I.
Nach dem Tod von Heinrich Erndtel im Jahr 1646 wurde Johann Nestor vom Kurfürsten Johann Georg I. als dessen Nachfolger berufen. In seiner Antwort vom 29. Juli 1647 wies Nestor auf die durch den Krieg verursachten Vermögensschäden hin, die es ihm finanziell unmöglich machten, ohne Unterstützung nach Dresden umzuziehen. Er forderte finanzielle Hilfe für den Umzug, eine angemessene Unterkunft inklusive Brennholz, die Auszahlung ausstehender Gehälter aus seinem Physikat in Rochlitz sowie die vorübergehende Weiterführung des Lehns Seelitz.
Caspar Suevus und Lorenz Pabst unterstützten am 30. November 1647 seine Berufung, indem sie auf ihre Überlastung seit dem Tod von Erndtel hinwiesen und Einnahmeverluste geltend machten. Sie regten an, die Einkünfte aus einem anderen Amt zu erhalten, um ihre finanzielle Lage zu verbessern. Der Kurfürst stimmte den besonderen Honorarbedingungen Nestors jedoch nicht zu und forderte ihn auf, die üblichen Konditionen zu akzeptieren und sich in der Rentkammer in Dresden zu melden. Die endgültige Vereidigung von Johann Nestor als Leibarzt fand am 23. März 1648 statt.
Er begleitete den Kurfürsten Johann Georg I. nicht nur auf dessen Reise nach Prag im Jahr 1652, sondern auch auf verschiedenen Jagdausflügen. Die finanzielle Situation der Leibärzte blieb jedoch prekär und am 9. Januar 1654 bat Nestor zusammen mit seinen Kollegen Caspar Suevus, Laurentius Pabst und Andreas Ganzland den Kurfürsten um die Auszahlung ihrer ausstehenden Gehälter.

### Leibarzt unter Johann Georg II.
Nach dem Tod Johann Georgs I. am 8. Oktober 1656 verfasste Nestor eine zwölfseitige Trauerschrift, die er dem Nachfolger Johann Georg II. widmete, um sich für eine Weiterführung seiner Anstellung zu empfehlen. Er veröffentlichte zudem am 12. Oktober 1656 eine Lobeshymne auf Kurfürst Christian II., in der er sich bescheiden als „Ihr Diener und Arzt“ („Suae Servo & Medici“) bezeichnete.
Seine erneute Bestallung erhielt Nestor am 13. Dezember 1656, wobei er ein Gehalt von 500 Florin und acht Schragen Buchenholz zugewiesen bekam. Sein Zuständigkeitsbereich umfasste das Kurfürstenpaar Johann Georg II. und Magdalena Sibylle sowie den Erbprinzen Johann Georg III. und die Tochter Erdmuthe Sophie.
Dieses Amt übte er bis zu seinem Tod am 22. Oktober 1665 in Dresden aus.

## Familie
Johann Nestor heiratete am 1. November 1619 in Jena Maria Schröter (1600–1665), die Tochter des verstorbenen Mediziners Philipp Jacob Schröter (1553–1617) und dessen zweiter Ehefrau Margarete Seling. Maria war zudem die Enkelin des Gründungsrektors der Universität Jena, Johannes Schröter (1513–1596). Marias Onkel, Johann Friedrich Schröter (1559–1625) war Medizinprofessor in Jena und Stadtarzt in Bautzen.
Das Paar hatte mehrere Kinder, darunter Johann Matthias Nestor (1622–1679), der zunächst als Arzt in Schneeberg tätig war, bevor er in den Dienst der altenburgischen Herzogin Magdalena Sibylle (1617–1668), einer Tochter des Dienstherren seines Vaters, Johann Georg I., trat. Anschließend war Johann Matthias als Leibarzt für Christian Ernst tätig, der ein Bruder der Dienstherrin seines Vaters Magdalena Sibylle (1612–1687) war.
Die Tochter von Johann Nestor, Catharina Elisabeth Nestor († 1684), heiratete 1666 Abraham Calov (1612–1686), einen prominenten Vertreter der lutherischen Orthodoxie.